# Ceremony (Deftones)
Ceremony è un singolo del gruppo musicale statunitense Deftones, pubblicato il 26 gennaio 2021 come terzo estratto dal nono album in studio Ohms.

## Descrizione
Seconda traccia dell'album, si tratta di uno tra i primi brani che i Deftones hanno composto per Ohms e nasce da una jam session tenuta tra i componenti del gruppo.
Il testo, scritto dal frontman Chino Moreno, è di natura oscura e tratta il liberarsi definitivamente da una relazione amorosa tossica. Dal punto di vista musicale, invece, risulta tra quelli più melodici all'interno dell'album, pur presentando strofe dominate da riff distorti di chitarra.

## Video musicale
Il video, diretto da Leigh Whannell, è stato pubblicato il 21 aprile 2021 attraverso il canale YouTube del gruppo e mostra una donna (interpretata da Cleopatra Coleman) attraversare un labirinto di bar e club privati, con il prezzo di ingresso che assume forme più strane a seconda del locale (tra cui un segreto personale, un vecchio artefatto oppure minacciare un buttafuori con un coltello). Dopo aver incontrato i componenti dei Deftones (che interpretano i vari buttafuori), la protagonista percorre un corridoio alla cui fine vi è Chino Moreno, che la introduce a una signora anziana. Dopo che quest'ultima le sussurra qualcosa, la donna abbandona immediatamente la stanza e crolla nel corridoio piangendo.

## Tracce
1. Ceremony (WHOKILLEDXIX Ceremonial Version) – 1:56

## Formazione
Hanno partecipato alle registrazioni, secondo le note di copertina di Ohms:
Gruppo
- Chino Moreno – voce, chitarra
- Stephen Carpenter – chitarra
- Sergio Vega – basso
- Frank Delgado – tastiera, campionatore
- Abe Cunningham – batteria

Produzione
- Terry Date – produzione, registrazione, missaggio
- Deftones – produzione
- Andy Park – registrazione
- Matt Tuggle – assistenza tecnica
- Howie Weinberg – mastering
- Will Borza – mastering

## Classifiche
| Classifica (2020-21)          | Posizione massima |
| ----------------------------- | ----------------- |
| Stati Uniti (hard rock)       | 9                 |
| Stati Uniti (mainstream rock) | 9                 |